# Frederikshavn station
Frederikshavn station är en järnvägsstation i Frederikshavn i Danmark. Den första stationen invigdes 1871 som en del av Vendsysselbanen. Den hade N.P.C. Holsøe som arkitekt (han ritade även många andra järnvägsstationer i östra Jylland). Skagensbanen tillkom 1890, först som smalspårig förbindelse, men sedan 1924 med normal spårvidd. 
Den ursprungliga stationen ersattes den 29 september 1979 med den nuvarande stationen. Diskussioner om att flytta stationen hade funnits sedan 1945. Den nuvarande stationen ligger 300-400 meter öst om den gamla och är därigenom bättre förbunden med Frederikshavn hamn. Den ligger på mark som ursprungligen var havsbotten. Av den gamla stationen finns bara posthuset bevarat.